# 風格化

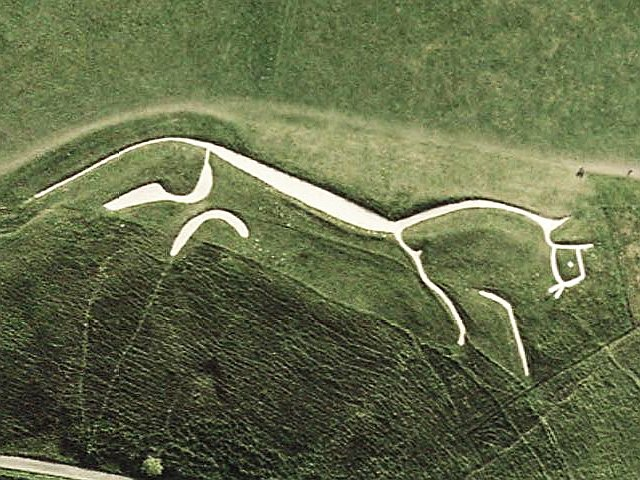
英国史前时代艺术優芬頓白馬的鸟瞰图

風格化指以化約或誇大的方式表現出自然的情態。更概括地說，運用外觀、聲音、動作、形狀、口氣或姿勢的某些特徵，呈現出特定風格的共有特性，而非僅適用於個別範例。
更具体的含义是指使用简化的方式，呈现物体或场景的视觉描绘，这种方式并不试图以摹仿或写实方式，呈现出完整、精确和准确的视觉外观，而是倾向于一种富有吸引力，或是富有表现力的整体描绘；专业定义为“通过各种传统技巧，包括简化线条、形式以及空间和色彩关系，对图形和物体进行装饰性的概括”，并且“风格化艺术将视觉感知简化为线状图案、表面细化和扁平空间的构造”。